# Garanti Koza WTA Tournament of Champions 2014 - Singolare
Il singolare  del Garanti Koza WTA Tournament of Champions 2014 è stato un torneo di tennis facente parte del WTA Tour 2014.
La detentrice del titolo era Simona Halep ma non ha potuto difenderlo in quanto impegnata nelle WTA Finals.
Andrea Petković ha sconfitto in finale Flavia Pennetta per 1-6, 6-4, 6-3.

## Teste di serie
1. Ekaterina Makarova (round robin, ritirata)
2. Dominika Cibulková (round robin)
3. Flavia Pennetta (finale)
4. Andrea Petković (campionessa)

1. Carla Suárez Navarro (semifinale)
2. Alizé Cornet (round robin)
3. Garbiñe Muguruza (semifinale)
4. Cvetana Pironkova (round robin)

### Riserve
1. Karolína Plíšková (Round robin ha sostituito Ekaterina Makarova)

1. Elina Svitolina (non ha partecipato)

## Tabellone

### Legenda
| - Q = Qualificato - WC = Wild card - LL = Lucky loser | - ALT = Alternate - SE = Special Exempt - PR = Protected Ranking | - w/o = Walkover - r = Ritirato - d = Squalificato |

### Fase Finale
|  | Semifinali | Semifinali           | Semifinali           | Semifinali | Semifinali |  |  | Finale | Finale          | Finale | Finale | Finale |  |
|  |            |                      |                      |            |            |  |  |        |                 |        |        |        |  |
|  | 7          | Garbiñe Muguruza     | Garbiñe Muguruza     | 1          | 4          |  |  |        |                 |        |        |        |  |
|  | 4          | Andrea Petković      | Andrea Petković      | 6          | 6          |  |  | 4      | Andrea Petković | 1      | 6      | 6      |  |
|  | 5          | Carla Suárez Navarro | Carla Suárez Navarro | 4          | 2          |  |  | 3/WC   | Flavia Pennetta | 6      | 4      | 3      |  |
|  | 3/WC       | Flavia Pennetta      | Flavia Pennetta      | 6          | 6          |  |  |        |                 |        |        |        |  |

### Gruppo "Serdika"
|       |                                      | Makarova Plíšková      | Pennetta               | Cornet                 | Muguruza               | RR V–P  | Set V-P               | Game V-P                  | Classifica |
| 1 Alt | Ekaterina Makarova Karolína Plíšková |                        | 1–6, 3–6 (w/ Plíšková) | 1–6, 4–6 (w/ Makarova) | 2–6, 1–6 (w/ Makarova) | 0–2 0–1 | 0–4 (0.0%) 0–2 (0.0%) | 8–24 (25.0%) 4–12 (25.0%) | X 4        |
| 3/WC  | Flavia Pennetta                      | 6–1, 6–3 (w/ Plíšková) |                        | 6–1, 6–2               | 6–0, 1–6, 1–6          | 2–1     | 5–2 (71.4%)           | 32–19 (62.7%)             | 2          |
| 6     | Alizé Cornet                         | 6–1, 6–4 (w/ Makarova) | 1–6, 2–6               |                        | 3–6, 5–7               | 1–2     | 2–4 (33.3%)           | 23–30 (43.3%)             | 3          |
| 7     | Garbiñe Muguruza                     | 6–2, 6–1 (w/ Makarova) | 0–6, 6–1, 6–1          | 6–3, 7–5               |                        | 3–0     | 6–1 (85.7%)           | 37–19 (66.1%)             | 1          |

La classifica viene stilata in base ai seguenti criteri: 1) Numero di vittorie; 2) Numero di partite giocate; 3) Scontri diretti (in caso di due giocatori pari merito ); 4) Percentuale di set vinti o di games vinti (in caso di tre giocatori pari merito ); 5) Decisione della commissione.

### Gruppo "Sredets"
|      |                      | Cibulková   | Petković | Suárez Navarro | Pironkova   | RR V–P | Set V-P     | Game V-P      | Classifica |
| 2    | Dominika Cibulková   |             | 5–7, 3–6 | 7–5, 6–4       | 6–3, 7–6(6) | 2–1    | 4–2 (66.7%) | 34–31 (52.3%) | 3          |
| 4    | Andrea Petković      | 7–5, 6–3    |          | 0–6, 4–6       | 7–5, 6–2    | 2–1    | 4–2 (66.7%) | 30–27 (52.6%) | 2          |
| 5    | Carla Suárez Navarro | 5–7, 4–6    | 6–0, 6–4 |                | 7–6(2), 6-1 | 2–1    | 4–2 (66.7%) | 34–24 (58.6%) | 1          |
| 8/WC | Cvetana Pironkova    | 3–6, 6(8)–7 | 5–7, 2–6 | 6(2)–7, 1-6    |             | 0–3    | 0–6 (0.0%)  | 23–39 (37.1%) | 4          |

La classifica viene stilata in base ai seguenti criteri: 1) Numero di vittorie; 2) Numero di partite giocate; 3) Scontri diretti (in caso di due giocatori pari merito ); 4) Percentuale di set vinti o di games vinti (in caso di tre giocatori pari merito ); 5) Decisione della commissione.